# Witold Maliszewski
Witold Maliszewski (en ruso: Витольд Осипович Малишевский, en ucraniano: Вітольд Йосипович Малишевський), (Mohyliv-Podilskyi, 20 de julio de 1873-Zalesie, 18 de julio de 1939), fue un compositor ucraniano y polaco, fundador y primer rector del Conservatorio de Odesa y profesor en el Conservatorio de Varsovia.

## Biografía
Maliszewski se graduó en el Conservatorio de San Petersburgo, en la clase de Nikolái Rimski-Kórsakov. Fue miembro del grupo de compositores conocido como Círculo de M. Belyayev. En 1913 se convirtió en el fundador y primer rector del Conservatorio de Odesa , que dio al mundo un gran número de destacados músicos, como David Óistraj, Emil Guilels y Yakov Zak.
Después de la Revolución de Octubre, debido a la inminente amenaza de persecución bolchevique , Maliszewski emigró a Polonia en 1921. En los años 1925 y 1927 impartió clases en la Escuela de Música Chopin y fue director de la Sociedad Musical de Varsovia. En 1927 se desempeñó como presidente de la primera edición del Concurso Internacional de Piano Fryderyk Chopin. De 1931 a 1934 Maliszewski fue  director del departamento de música del  Ministerio de Educación polaco. De 1931 a 1939 fue profesor en el Conservatorio de Varsovia.
En la Unión Soviética, su nombre fue prohibido, y en 1950 el conservatorio que fundó en la ciudad de Odesa fue renombrado Antonina Nezhdanova, que no tenía vínculos con la institución.
Entre sus estudiantes se encuentran Witold Lutosławski, Mykola Vilinsky, Shimon Shteynberg, Boleslaw Woytowicz, Félix Roderyk Łabuński, Félix Rybicki.

## Obras seleccionadas
Etapa
- Syrena (La Sirena), ópera-ballet en 4 actos, Op. 24; libreto de Ludomir Michał Rogowski (1927)
- Boruta, Ballet (1929)

Orquestal
- Sinfonía n.º 1 en sol menor, Op. 8 (1902)
- Obertura alegre (Ouverture joyeuse; Fröhliche Ouverture) en re mayor, Op. 11 (1910)
- Sinfonía n.º 2 en la mayor, Op. 12 (1912)
- Sinfonía n.º 3 en do menor, Op. 14 (1907?)
- Sinfonía n.º 4 en re (1925)[2]
- Sinfonía n.º 5

Concertante
- Fantazja kujawska para piano y orquesta (1928)[3]
- Concierto en si♭ menor para piano y orquesta, Op. 29 (1938)

Música de cámara
- Sonata para violín y piano, Op. 1 (1900)
- Cuarteto de cuerda n.º 1 en fa mayor, Op. 2 (1902)
- Quinteto en re menor para dos violines, viola y dos violonchelos, Op. 3 (1904)
- Cuarteto de cuerda n.º 2 en do mayor, Op. 6 (1905)
- Cuarteto de cuerda n.º 3 en mi♭ mayor, Op. 15 (1914)
- Quatre morceaux para violín y piano, Op. 20 (1923)

Piano
- Seis piezas para piano, Op. 4 (1904)
- Prélude et fugue fantastiques en si♭ menor, Op. 16 (1913)

Coral
- Requiem (1930)
- Missa Pontificalis (1930)

## Discografía

### Grabaciones de archivo
- 1952: Fantazja kujawska (Wladyslaw Kedra, Orquesta de la Radio polaca de Bydgoszcz, dir. Arnold Rezler)
- 1959: Concierto para piano y orquesta (Jakub Kalecki, Jerzy Gert)
- Concierto para piano y orquesta (Andrzej Stefański, Orquesta Sinfónica de la Radio polaca Nacional)

### Grabaciones comerciales
- 2014: Obras para violín y piano – Acte Préalable AP0285
- 2014: Música de Cámara vol. 1 – Acte Préalable AP0327
- 2015: Obra completa para piano – Acte Préalable AP0320
- 2017: Música de cámara vol. 2 – Acte Préalable AP0376